# Interkolumnium

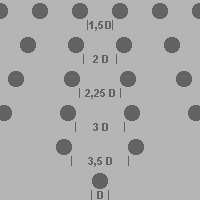
Interkolumnium

Als Interkolumnium wird der lichte Abstand zwischen den einzelnen Säulen einer Säulenreihe bezeichnet, der Abstand zwischen den Säulenachsen hingegen als Achsweite oder Joch. 
Weiterhin kann so bei schriftlichen Texten der Abstand zwischen zwei Spalten (Kolumnen) bezeichnet werden.
Der römische Architekturtheoretiker Vitruv unterscheidet fünf runde Verhältnisse des Interkolumniums zum unteren Säulendurchmesser, mit unterschiedlicher ästhetischer Wirkung:
- pyknostylos, engsäulig oder dichtsäulig: Interkolumnium = 1 ½ Säulendurchmesser (Dm)
- systylos, gedehnt: Interkolumnium = 2 Dm
- eustylos, schönsäulig: Interkolumnium = 2 ¼ Dm
- diastylos, weitsäulig: Interkolumnium = 3 Dm
- aräostylos, lichtsäulig: Interkolumnium = 3 ½ Dm

Maßgeblich ist dabei der untere Säulendurchmesser. An dorischen Säulen, die ja keine Basis besitzen, ist dieses Maß zweifelsfrei. Bei Säulen mit Basen, das heißt bei ionischen sowie korinthischen, ist hingegen umstritten, an genau welcher Stelle der untere Säulendurchmesser bestimmt ist. Nach mehrheitlicher Ansicht handelt es sich um die Stelle unmittelbar über dem Anlaufprofil, das heißt dort, wo der konvex gekrümmte Abschnitt der Mantellinie am unteren Ende des Säulenschaftes in den geraden oder konkav (d. h. mit Entasis) gekrümmten Abschnitt übergeht. Abweichend hiervon wird eine etwas größere Abmessung, nämlich das Plättchen auf dem Anlaufprofil, vorgeschlagen.
In der Architektur der griechischen und römischen Antike wird dem Verhältnis der einzelnen Bauteile zueinander große Bedeutung beigemessen. Der Säulenabstand hat eine große Wirkung darauf, wie licht oder geschlossen bzw. wie fragil oder fest ein Gebäude erscheint.